# Guennadi Mikhailov
Guennadi Mikhaïlov (en russe : Геннадий Михайлов) est un coureur cycliste russe né le 8 février 1974 à Tcheboksary. Il a mis un terme à sa carrière fin 2009 pour devenir directeur sportif de l'équipe Katusha-Alpecin.

## Palmarès

### Palmarès amateur
- 1992
  - 6e du championnat du monde sur route juniors
- 1994
  - 3e de la Cinturó de l'Empordà
- 1995
  - 3e du Tour du Loir-et-Cher
  -  Médaillé de bronze du championnat du monde sur route militaires
- 1996
  - 2e étape du Tour de Navarre
- 1999
  - 4e étape de la Cinturón a Mallorca
  - Mémorial Rodríguez Inguanzo
  - Tour de Castille-et-León amateurs :
    - Classement général
    - 3e étape

  - 3e de la Cinturón a Mallorca
  - 3e du Tour de Castellón

### Palmarès professionnel
- 2001
  - 8e du championnat du monde sur route
- 2002
  - 5e étape du Tour de Luxembourg
  - 10e de la Classique de Saint-Sébastien
- 2004
  - 1re étape du Tour d'Espagne (contre-la-montre par équipes)
- 2007
  - 3e du Trofeo Mallorca

## Résultats sur les grands tours

### Tour de France
2 participations
- 2001 : 59e
- 2002 : 92e

### Tour d'Espagne
1 participation
- 2004 : 63e, vainqueur de la 1re étape (contre-la-montre par équipes)